# Boris Konstantinowitsch Polenow

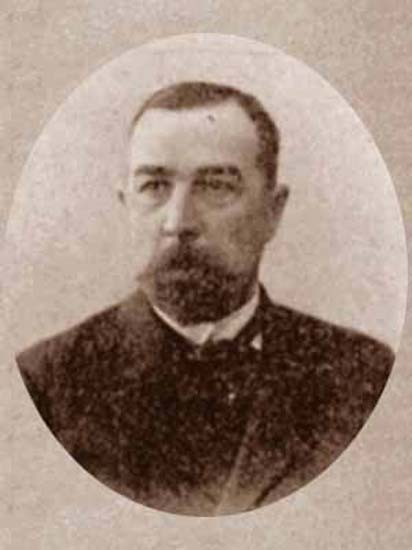
Boris Konstantinowitsch Polenow

Boris Konstantinowitsch Polenow (russisch Борис Константинович Поленов; * 26. Augustjul. / 7. September 1859greg. in Pulkowo; † 29. Januar 1923 in Perm) war ein russischer Geologe, Petrologe, Mineraloge und Hochschullehrer.

## Leben
Polenows Vater Konstantin Pawlowitsch Polenow erhielt nach Polenows Geburt eine Anstellung im Ural, so dass Polenow dort aufwuchs. Er besuchte das 2. Kasaner Gymnasium und das Jekaterinburger Gymnasium, das er 1878 verließ. Anschließend studierte er an der physikalisch-mathematischen Fakultät der Universität St. Petersburg bei Alexander Alexandrowitsch Inostranzew mit Abschluss 1882. Er blieb dann am Lehrstuhl für Geologie, um sich auf eine Professur vorzubereiten. Im Sommer 1882 nahm er an einer Expedition in den Altai teil. Im November 1882 wurde er mitarbeitendes Mitglied und im Mai 1884 Vollmitglied der St. Petersburger Gesellschaft der Naturforscher. 1884–1886 führte er petrographische Untersuchungen im Ural durch.

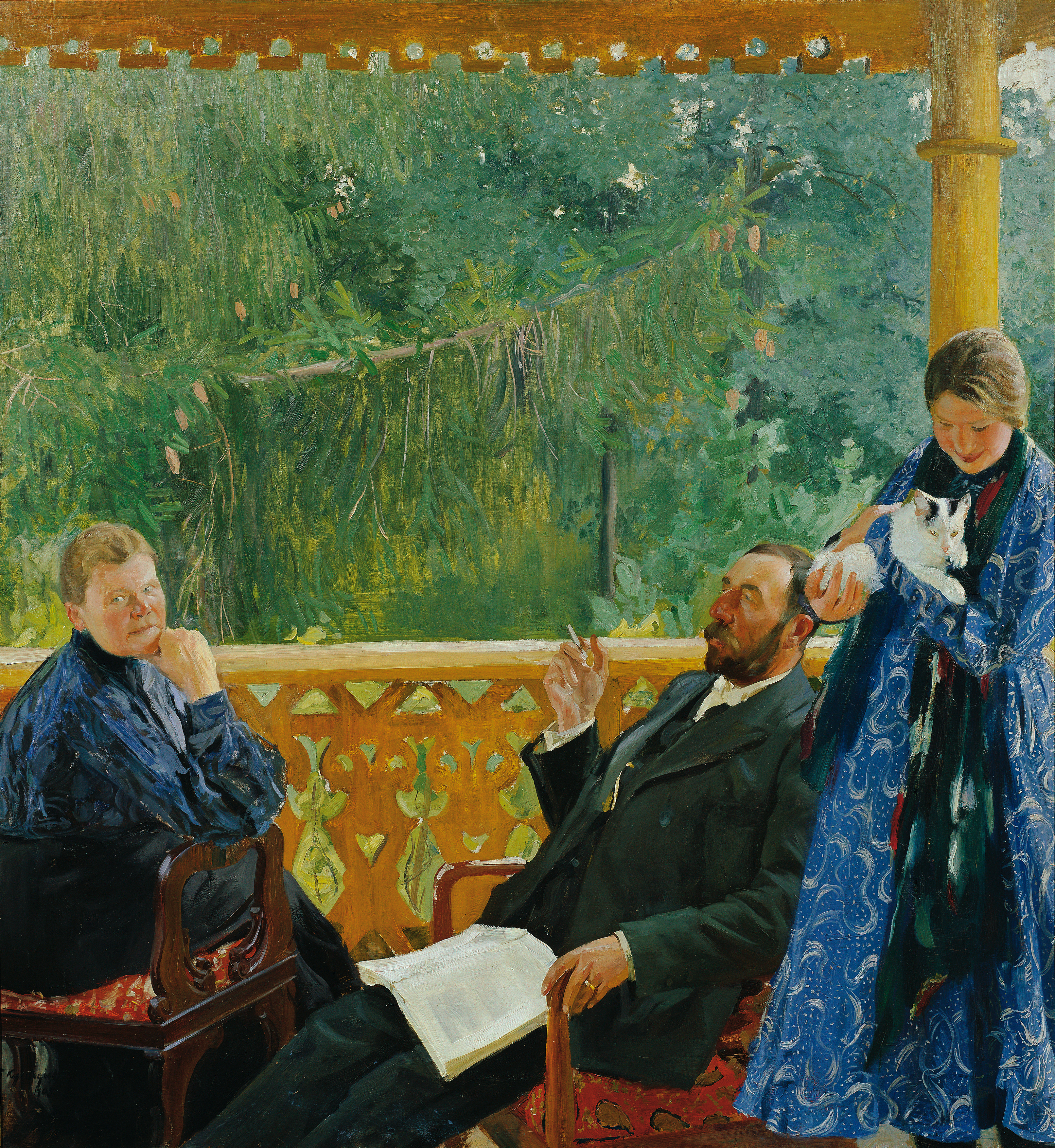
Familie Polenow (Boris Michailowitsch Kustodijew, 1903, Österreichische Galerie Belvedere)

1885 wurde Polenow Kustos des Geologischen Kabinetts der Universität St. Petersburg. Er nahm weiter an Expeditionen teil, so 1887 an der Expedition in den Ujesd Weliki Ustjug, 1888–1889 an der Expedition Wassili Wassiljewitsch Dokutschajews in das Gouvernement Poltawa, 1892–1893 an der Expedition in den Nordural mit Entdeckung neuer Gold-Lagerstätten und ab 1894 an den fast jährlichen Expeditionen in den Altai. Seit 1892 gehörte er zu den Redakteuren des Brockhaus-Efron und verfasste mehr als 200 Artikel zur Geologie und Paläontologie. 1899 verteidigte er seine Magister-Dissertation über die Gesteinsarten des nördlichen Teils des Witimplateaus, worauf er zum Privatdozenten an der Universität St. Petersburg ernannt wurde und Vorlesungen und praktische Übungen zum Petrographie-Kurs durchführte. Auch lehrte er am Institut für Bauingenieure.
1904 wurde Polenow als Professor auf den Lehrstuhl für Mineralogie und Geologie der Universität Kasan berufen. Gleichzeitig wurde er Präsident der Gesellschaft der Naturforscher an der Universität. Er widmete sich besonders dem Ausbau des Kurses zur Petrographie der Erstarrungsgesteine. Dazu wurde Pjotr Iwanowitsch Krotow nach München zu einem Studienaufenthalt bei Ernst Weinschenk geschickt. Nach dem Tode Alexander Antonowitsch Stuckenbergs 1905 wurde Polenow Vorsitzender der Kasaner Gesellschaft der Naturforscher. 1907 wurde Polenow Dekan der physikalisch-mathematischen Fakultät der Universität Kasan. 1913 ging er in einen Urlaub im Gouvernement Kostroma.
1916 wurde Polenow nach Perm geschickt, um die Eröffnungsvorlesung der Filiale der Universität Petrograd zu halten. Die Filiale wurde die neue Universität Perm, an die Polenow im Juli 1916 versetzt wurde. Von Oktober 1916 bis Oktober 1917 war er Dekan der physikalisch-mathematischen Fakultät, worauf Nikolai Wiktorowitsch Kultaschew Dekan wurde. Polenow leitete den Lehrstuhl für Geologie und Mineralogie. Er gründete und leitete das Geologische Kabinett, in das er seine eigene Bibliothek mit 1000 Bänden und seine Sammlungen aus dem Familiensitz Pawlowskoje im Ujesd Kineschma einbrachte. Nach der Aufteilung des Lehrstuhls übernahm er den Lehrstuhl für Geologie.
Nach der Oktoberrevolution im Russischen Bürgerkrieg wählte der Universitätsrat im Mai 1919 Polenow zum Kandidaten für die Wirtschaftskonferenz bei der Regierung Koltschak in Omsk, wo er sich mit dem Volksbildungsminister dieser Regierung Pawel Iwanowitsch Preobraschenski traf. Nach dem Abgang 1920 des Inhabers des Lehrstuhls für Mineralogie Alexander Alexejewitsch Polkanow übernahm Polenow auch diesen Lehrstuhl. Von November 1920 bis Juni 1921 war er Prorektor der Universität Perm und Leiter der Kanzlei des Rats für studentische Angelegenheiten. Nach seinem Tode leitete Pawel Iwanowitsch Preobraschenski den Lehrstuhl für Geologie und Mineralogie der Universität Perm.
Polenows Tochter Natalja hatte im Frühjahr 1913 in Kasan den Juristen Wladimir Fjodorowitsch Matwejew geheiratet, der der Gründungsdekan der juristischen Fakultät der Universität Perm wurde.
Polenow wurde auf dem Friedhof des Uspenski-Frauenklosters in Perm begraben. Das Grab ist nicht erhalten.

## Ehrungen
- Russischer Orden der Heiligen Anna III. Klasse
- Sankt-Stanislaus-Orden III. Klasse